# BHC Overbos
Beverwijkse Hockey Club Overbos is een hockeyclub uit Beverwijk. BHC Overbos is een hockeyvereniging, ontstaan in 1991 uit de fusie van de Beverwijkse hockeyclubs Eechtrop (1940) en Scheybeeck (1943).
Scheybeeck had zijn velden aan de Parallelweg in Beverwijk, op de plaats waar nu de Makro staat. Het complex van Eechtrop was gelegen aan de Van Loenenlaan. Die locatie werd ook gebruikt om de nieuwe fusieclub Overbos te huisvesten. 
Het complex bestond uit 1 kunstgrasveld en 3 grasvelden. De gemeente Beverwijk die op de fusie had aangedrongen, zorgde voor de financiële middelen om het clubhuis uit te breiden en om 2 grasvelden om te bouwen naar 2 kunstgrasvelden. De kersverse club had dus de beschikking over een riant complex van een groot, modern clubhuis, 3 kunstgrasvelden en 1 grasveld. Later is op verzoek van de gemeente het grasveld ingeleverd voor de aanleg van een vijver naast de Beverwijkse Sporthal. Toen was dat geen probleem gezien het aantal leden.
Na de fusie bestond de vereniging uit ruim 400 leden, waarbij met name de jeugdafdeling vrij klein was. Inmiddels is Overbos uitgegroeid tot een grote vereniging bestaande uit 950 leden, waarvan ongeveer 600 jeugdleden. Door deze groei is het aantal velden op Sportpark Overbos te beperkt geworden voor het afwerken van de jeugdcompetitie en trainingen. 
Met collega sportclubs werkt BHC Overbos toe naar de vorming van één groot Beverwijks sportpark onder de werktitel  Sportpark Adrichem. In december 2017 besloot de gemeenteraad van Beverwijk dat BHC Overbos een vierde kunstgrasveld krijgt. Dit nieuwe waterveld ligt op Sportpark Adrichem naast voetbalvelden van DEM en is in mei 2019 in gebruik genomen. 
Beide eerste teams van BHC Overbos komen uit in de Eerste klasse. 
Middels het door hoofdsponsor Rabobank IJmond mogelijk gemaakte IJmond Hockey neemt BHC Overbos samen met HC Spaarndam, KHC Strawberries en MHC Uitgeest een aandeel in elkaar. De kledingsponsor is Intersport Veldhuis in Beverwijk. 